# Rechthalten

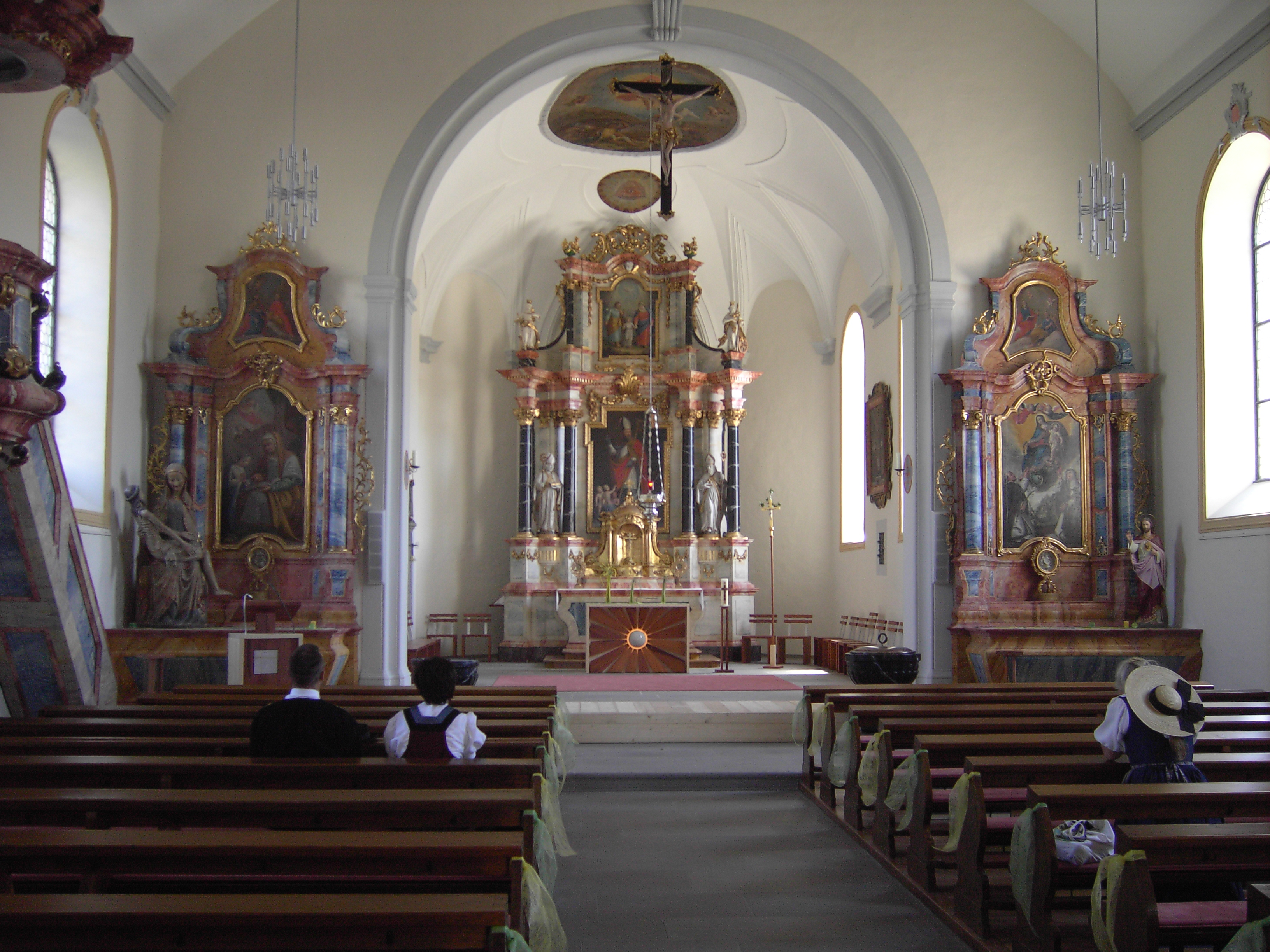
Kyrkans interiör.

Rechthalten (franska: Dirlaret) är en ort och kommun i distriktet Sense i kantonen Fribourg i Schweiz. Kommunen hade 1 152 invånare (2023).